# 埃利斯格羅夫 (伊利諾伊州)
埃利斯皮羅夫（英語：Ellis Grove）是位於美國伊利諾伊州蘭道夫縣的一個村落。

## 地理
埃利斯皮羅夫的座標為38°00′37″N 89°54′29″W / 38.01028°N 89.90806°W，而該地最高點為海拔高度166米（即545英尺）。

## 人口
根據2010年美國人口普查的數據，埃利斯皮羅夫的面積為1.28平方千米，當中陸地面積為1.28平方千米，而水域面積為0.00平方千米。當地共有人口363人，而人口密度為每平方千米283人。